# Allmänna sjukhuset
Allmänna sjukhuset is een deelgebied (Delområde) in het stadsdeel Södra Innerstaden van de Zweedse stad Malmö. In het gebied ligt het ziekenhuis Universitetssjukhuset Mas.